# Challenger de Shenzhen 2015
El Gemdale ATP Challenger 2015 fue un torneo de tenis profesional jugado en canchas de pista dura Se disputó la primera edición del torneo que formó parte del circuito ATP Challenger Tour 2015. Se llevó a cabo en Shenzhen, China entre el 16 y el 22 de marzo de 2015.

## Jugadores participantes del cuadro de individuales
| Favorito | País                  | Jugador                 | Rank1 | Posición en el torneo |
| -------- | --------------------- | ----------------------- | ----- | --------------------- |
| 1        | Bandera de Eslovenia  | Blaž Kavčič             | 111   | CAMPEÓN               |
| 2        | Bandera de Kazajistán | Aleksandr Nedovyesov    | 118   | Cuartos de final      |
| 3        | Bandera de Rusia      | Alexander Kudryavtsev   | 132   | Cuartos de final      |
| 4        | Bandera de Australia  | John Millman            | 137   | Primera ronda         |
| 5        | Bandera de Japón      | Yūichi Sugita           | 148   | Segunda ronda         |
| 6        | Bandera de Japón      | Hiroki Moriya           | 157   | Primera ronda         |
| 7        | Bandera de España     | Roberto Carballés Baena | 160   | Primera ronda         |
| 8        | Bandera de Hungría    | Márton Fucsovics        | 165   | Segunda ronda         |

- 1 Se ha tomado en cuenta el ranking del 2 de marzo de 2015.

### Otros participantes
Los siguientes jugadores recibieron una invitación (wild card), por lo tanto ingresan directamente al cuadro principal (WC):
- Li Zhe
- Gao Xin
- Wang Chuhan
- Wu Di

Los siguientes jugadores ingresan al cuadro principal tras disputar el cuadro clasificatorio (Q):
- Yasutaka Uchiyama
- Richard Becker
- Sanam Singh
- Yang Tsung-hua

## Campeones

### Individual Masculino
- Blaž Kavčič derrotó en la final a  André Ghem, 7–5, 6–4

### Dobles Masculino
- Gero Kretschmer /  Alexander Satschko derrotaron en la final a  Saketh Myneni /  Divij Sharan, 6–1, 3–6, [10–2]